# Psycho House
Psycho House (o Psycho House: Psycho III ma il titolo del libro non corrisponde alla trama del film Psycho III) è un romanzo del 1990 di Robert Bloch.
È il terzo episodio della serie, dopo Psycho (1959) e Psycho II (1982).

## Trama
Ricostruito per intenti turistici il Bates Motel, la "Psycho House"  viene abitata da Amy Haines, scrittrice  che si ritroverà implicata in una serie di omicidi e nella diffidenza della popolazione del luogo. La storia è ambientata dieci anni dopo gli avvenimenti del precedente libro.

## Edizioni
- Robert Bloch, Psycho House, 1990.